# لیتلبردی
لیتلبردی (به انگلیسی: Littlebredy) یک روستا و محله مدنی در بریتانیا است که در West Dorset واقع شده‌است. لیتلبردی ۱۲۱ نفر جمعیت دارد.